# Gerward
 (octobre 2018).
Si vous disposez d'ouvrages ou d'articles de référence ou si vous connaissez des sites web de qualité traitant du thème abordé ici, merci de compléter l'article en donnant les références utiles à sa vérifiabilité et en les liant à la section « Notes et références ».
Gerward est un évêque de Cujavie et un diplomate décédé à Avignon le 1er novembre 1323.

## Évêque de Cujavie
En décembre 1300, Gerward est nommé évêque de Cujavie par le Chapitre de Włocławek. Venceslas II approuve cette nomination et autorise la consécration de Gerward par l’archevêque de Gniezno Jakub Świnka.

## Un administrateur diocésain avisé
Gerward mène une politique de développement économique de son diocèse et s’attelle à faire fructifier les biens de l’évêché. Il fonde plusieurs localités auxquelles il donne le droit de Magdebourg. Il fait de Wolbórz la seconde résidence des évêques de Cujavie. Il fait aussi construire des châteaux-forts.
Il accorde des prêts sur gages à des monastères, à des chevaliers, à des ducs, et même à Ladislas le Bref. Les biens de l’évêché s’accroissent considérablement, beaucoup d’emprunteurs ne pouvant rembourser. Gerward devient de plus en plus impopulaire auprès de la noblesse. Les ducs de Cujavie, Przemysl d'Inowrocław et Casimir III de Gniewkowo, accusent Gerward de voler les biens de l’évêché et l’emprisonnent. L’évêque ne se laisse pas intimider et excommunie les ducs. La réconciliation n’a lieu qu’en 1311.

## Un allié de Ladislas le Bref
L’administration de son diocèse ne constitue qu’une partie de ses activités. Il consacre beaucoup d’énergie à soutenir la politique d’unification de la Pologne menée par Ladislas le Bref, avec lequel il s’est lié après le décès de Venceslas II. En 1306, à Brześć Kujawski, Gerward participe aux négociations entre Polonais et Tchèques sur un armistice. Il use de son influence pour permettre à Ladislas le Bref de se rendre maître de la Poméranie. Il est témoin de l’hommage de vassalité que rendent les chevaliers poméraniens à Ladislas. Après la conquête de la Poméranie par les chevaliers teutoniques, il reste le lien entre la Poméranie et la Pologne, son diocèse recouvrant une partie de la Poméranie. Malgré les protestations adressée au pape par les Teutoniques, Gerward conserve sa légitimité dans tout le diocèse.

## Un habile diplomate
En 1318, Gerward est envoyé à Avignon par Ladislas le Bref afin de convaincre le pape de l’autoriser à être couronné roi de Pologne. Gerward est sans doute l’auteur de la supplique de Sulejów qu’il remet à Jean XXII. Avant que Gerward ne quitte la Pologne, une assemblée générale des dignitaires de Pologne a eu lieu à Sulejów pour signer un document demandant au pape une couronne royale pour Ladislas.
Profitant de sa présence à Avignon, il obtient également du pape l’organisation d’un procès canonique à Inowrocław, pour faire renoncer les Teutoniques à la Poméranie de Gdańsk. Ce procès a lieu en 1320/1321 et il est un des principaux témoins de l’accusation. En 1318, à Avignon, malgré l’opposition des Teutoniques, le pape charge Gerward de collecter des impôts pour le Saint-Siège en Poméranie, ce territoire étant dépendant de l’Église polonaise.
À Inowrocław, les Teutoniques ont été condamnés à rendre la Poméranie à la Pologne et à payer un dédommagement, mais ils ne s’exécutent pas. En 1323, Gerward retourne à nouveau à Avignon pour tenter de contrer l’activité diplomatique de l’Ordre teutonique.
Peu après son arrivée, il décède le 1er novembre 1323 et est inhumé à Avignon, dans l’église Saint Jean Baptiste l’Évangéliste.